# Tchaoun
Le Tchaoun (en russe : Чаун) est un fleuve de Russie, situé dans l'Okroug Autonome de Tchoukotka, dans l'Extrême-Orient russe. Il a une longueur de 205 km, partant des Hauts-Plateaux tchouktches, pour aller se jeter dans la Baie de Tchaoun. Plusieurs espèces de poisson peuvent être trouvées dans ses eaux, comme le corégone à bosse, l'ombre de Sibérie orientale ou encore le saumon kéta. Dans quelques années, un pont devrait être construit sur le fleuve, permettant le passage de l'Autoroute d'Anadyr.

## Toponymie et découverte
Jusqu'au milieu du XVIIIè siècle, le fleuve était appelé Kovytcha, nom donné par les pionniers cosaques. L'expédition russe menée par Billings la renommera Tchavaveïam, à l'époque où le fleuve délimitait la frontière ouest des territoires tchouktches. Le nom actuel provient de la langue Évène, Tchaoun signifiant « Distant ».

## Tracé
Le fleuve mesure 205 km kilomètres de long, et possède un bassin de 23 000 km2. La source est située dans les Hauts-Plateaux tchouktches, au nord-ouest du lac Elgygytgyn. Ayant un début de parcours montagneux, jonché de cascades et de rapides (sur environ 4% de sa longueur), le fleuve devient par la suite beaucoup plus calme, jusqu'à sa jetée dans la Baie de Tchaoun, située à une centaine de kilomètres de la ville de Pevek, en formant un petit delta, possédant certaines branches faisant plus de deux kilomètres de large. Le débit du Tchaoun à l'estuaire est d'environ 90 m³/s, et le fleuve possède une minéralisation de son eau très faible.
Principalement alimentée par la fonte des neiges, des crues peuvent se former en août, faisant monter le niveau d'eau jusqu'à 3 mètres, là où au contraire, le débit d'eau devient extrêmement faible, voir inexistant, durant les mois hivernaux. Le Tchaoun gèle à la mi-octobre, et ne devient libre de glace que mi-juin. L'affluent majeur du fleuve est la rivière Palyavaam.

## Faune et flore
Le bassin du Tchaoun possède une flore riche et variée, avec environ 300 espèces de plantes recensées. Entourée par la toundra sur toute sa longueur, aucune végétation haute ne pousse, excepté quelques Chosenia, de 6 à 7 mètres de haut.
En tout, 23 espèces de poissons ont été recensés dans la rivière, permettant aux rares habitants de la région de bénéficier d'une source de nourriture variée. Le cours inférieur abrite également une espèce rare, l'omoul arctique.

## Affluents
Liste des affluents de la rivière, triés de l'embouchure à la source :
- 3 km: Retkoutchen
- 12 km: Cours d'eau non nommé
- 33 km: Palyavaam
- 54 km: Ruisseau Tchoulek
- 90 km: Oumkouveemkaï
- 92 km: Rivière non nommée
- 92 km: Milgouveem
- 97 km: Ougatkyn
- 115 km: Rivière non nommée
- 130 km: Tchoulek
- 134 km: Tikhiy
- 138 km: Mokhovaïa
- 152 km: Pravyï Tchaoun
- 169 km: Ouzkiy
- 180 km: Krivaïa